# Dula (Bułgaria)
Dula (bułg. Дюля) – wieś w Bułgarii, w obwodzie Burgas, w gminie Ruen. W 2023 roku liczyła 1 mieszkańców.